# Johann Schöpp
Johann Schöpp (* 20. März 1911 in Alcen, Rumänien; † nach 1950) war rumänischer SS-Mann und im Nebenlager Feldafing des KZ Dachau eingesetzt.

## Biografie
Schöpp, rumänischer Staatsbürger und sogenannter Volksdeutscher, wurde wegen der ausländischen Staatsangehörigkeit nicht zur Wehrmacht eingezogen, sondern aufgrund eines Abkommens zwischen dem Deutschen Reich und Rumänien von der rumänischen Armee in die Waffen-SS übernommen. Von Hermannstadt reiste Schöpp am 29. Juli 1943 nach Wien, wurde dort als kriegsuntauglich gemustert, und nach einem kurzzeitigen Aufenthalt in Oranienburg wurde er am 21. August 1943 zur Wachmannschaft des KZ Dachau versetzt. Vom 1. November 1943 bis zum 23. April 1945 verrichtete er Wachdienst in dem Dachauer Außenlager Feldafing. Anschließend kehrte er in das KZ Dachau zurück und begleitete einen Evakuierungstransport mit dem Ziel Tirol, der jedoch aufgrund des Kriegsverlaufes dort nicht mehr ankam.
Nach seiner Festnahme wurde Schöpp am 15. November 1945 im Dachau-Hauptprozess, der im Rahmen der Dachauer Prozesse stattfand, aufgrund der Anklage von Kriegsverbrechen vor ein amerikanisches Militärgericht gestellt. Am 13. Dezember 1945 wurde Schöpp, dem keine individuellen Straftaten nachzuweisen waren, wegen der Teilnahme an den Verbrechen im KZ Dachau zu einer zehnjährigen Haftstrafe verurteilt, die später in eine fünfjährige Haftstrafe umgewandelt wurde. Schöpp wurde im Kriegsverbrechergefängnis Landsberg inhaftiert und im Februar 1950 aus der Haft entlassen. Über seinen weiteren Lebensweg ist nichts bekannt.